# Dân Hòa (xã)
Dân Hòa là một xã ngoại thành phía nam Thủ đô Hà Nội, Việt Nam. Đây nguyên là một xã thuộc huyện cũ Thanh Oai. Ngày 16 tháng 6 năm 2025, Ủy ban Thường vụ Quốc hội ban hành Nghị quyết số 1656/NQ-UBTVQH15, theo đó sắp xếp toàn bộ diện tích tự nhiên, quy mô dân số của các xã Cao Xuân Dương, Hồng Dương, Liên Châu, Tân Ước và Dân Hòa thành xã mới có tên gọi là xã Dân Hòa.

## Địa lý
Xã Dân Hoà hiện tiếp giáp với 7 xã là:
- Phía bắc giáp các xã Thanh Oai và Tam Hưng
- Phía tây giáp các xã Hòa Phú, Ứng Thiên
- Phía nam giáp xã Phượng Dực
- Phía đông giáp các xã Thượng Phúc và Thường Tín

## Hành chính
Dân Hoà gồm các thôn: Tiên Lữ, Canh Hoạch, Vũ Lăng, Phú Thọ, An Khoái, Thế Hiển.
Trong đó, Canh Hoạch là thôn có diện tích lớn nhất và cũng là trung tâm kinh tế và văn hoá của cả xã. ủy ban nhân dân Xã được đặt tại thôn Canh Hoạch cách quốc lộ 21B khoảng 150m về phía Đông thuộc thị tứ Vác (hay còn gọi là Phố Vác - Phần địa giới có chiều dài khoảng 1 km của thôn Canh Hoạch chạy dọc Quốc lộ 21B), đây trung tâm kinh tế phát triển nhất trong vùng với đa dạng ngành nghề kinh doanh.

## Xã hội

### Tôn giáo
Dân Hoà gồm 2 tôn giáo chủ yếu là Đạo Phật và Đạo Công giáo, trong đó người dân theo Đạo Công giáo tập trung ở 2 thôn Canh Hoạch và Tiên Lữ.

### Kinh tế
Dân Hoà vốn nổi tiếng với nhiều nghề truyền thống, như làm quạt giấy, làm lồng chim ở Canh Hoạch. Vào thời xưa, đây chính là những vật phẩm nổi tiếng của vùng quê này dùng để tiến Vua. Còn Vũ Lăng, nổi tiếng với nghề trạm khảm đồ thờ, đồ mỹ nghệ bằng gỗ, nức lòng bốn phương, giúp cho kinh tế của thôn nói riêng và của xã nói chung ngày càng phát triển.
Trong 5-7 năm trở lại đây,Tiên Lữ nổi lên như một điểm sáng về kinh tế với việc trở thành đầu mối thu mua lồng chim và giao hàng cho cửa hàng, đại lý tại các tỉnh phía Bắc. Tiên Lữ giờ đây đã thực sự thay hình đổi dạng, ngày càng phát triển hơn.
Hiện nay cùng với sự phát triển đa dạng nhiều ngành nghề, nghề thủ công như mộc, chạm khắc, chế tác vật liệu từ tre, làm lồng chim, quạt giấy, buôn bán, mở cửa hàng dịch vụ kết hợp với sản xuất nông nghiệp, trồng lúa trồng rau màu, chăn nuôi đã đưa Dân Hòa đã đưa Dân Hòa thành một trong những xã phát triển khá của huyện Thanh Oai. Khu vực phố Vác ven quốc lộ 21 khá sầm uất với khá nhiều cửa hàng dịch vụ như: điện máy xanh, Vmart, thế giới di động, cửa hàng kinh doanh đồ dân dụng...
Xã Dân Hòa có diện tích 5,2 km², dân số năm 1999 là 7.354 người, mật độ dân số đạt 1.414 người/km².

## Di tích
Ở xã Dân Hòa cũng như nhiều địa phương ở đồng bằng Bắc Bộ nói chung và Hà Nội nói riêng cũng có các di tích như đình, chùa nhà ở trong thôn xóm. Nổi bật là 3 di tích ở xã Dân Hòa đã được công nhận là di tích cấp quốc gia. Trong đó di tích đình và chùa làng Vác (thôn Canh Hoạch) thờ năm vị được phong là thành hoàng làng (Ngũ vị Đại Vương) được công nhận là di tích cấp quốc gia 1991. Nhà thờ họ Nguyễn cũng được công nhận là di tích cấp quốc gia 1995.

## Giao thông
Các tuyến hệ thống giao thông quan trọng ở xã Dân Hòa:
- Quốc lộ 21B: Ba La - Thạch Bích - Bình Đà - Kim Bài - Chuông - Vác - Quán Tròn - Bạt - Vân Đình - Đinh Xuyên - chợ Dầu...
- Tỉnh lộ 429: từ ngã tư Vác đi cầu Ba Thá
- Đường từ ngã tư Vác đi đường trục phía Nam và tỉnh lộ 427 (xã Thanh Thùy) cũng được trải nhựa.
- Hệ thống xe buýt: 78, 91, 103A, 103B...